# Peter Adolph Tutein
Peter Adolph Tutein (10. december 1797 i København – 16. juli 1885 på Marienborg, Møn) var en dansk godsejer og politiker.
Han blev født i København som søn af etatsråd Friederich Johan Tutein og Regine Sophie Wraatz. I 1815 blev han student og i 1818 cand.jur., men blev herefter uddannet til landmand og købte i 1821 Marienborg på Møn.
I 1828 blev han gift med Anna Eckard (1810-1887), datter af etatsråd Christian D. Eckard af holstensk slægt.
Han var var i 1839 medstifter af Præstø Amts Landboforening. I 1844-45 blev han stærkt angrebet i bladet Almuevennen for sin drift af godset og behandlingen af bønderne. Efterhånden blev det meste af fæstegodset imidlertid overgivet til fæsterne som arvefæste, og i 1871 rejstes en mindestøtte for ham ved hans 50 års jubilæum som godsejer.
I årene 1853-54 opførte han en ny hovedbygning på Marienborg, og i 1874 blev den tørlagte Kostervig tilkøbt.
Tutein var også repræsentant i Nationalbanken 1828-32, 1837-41 og 1846-49, samt medstifter af Møens Sparekasse 1827 og af Sjællands Stifts Brandassuranceforening 1839.
Han var medlem af Præstø Amtsråd 1842-48 og blev i 1834 valgt som stænderdeputeret for Sjællands, 1841 for Lolland-Falsters og 1847 på ny for Sjællands Stifts sædegårdsejere og mødte derfor i Roskilde Stænder i alle
samlinger 1835-48, med undtagelse af samlingen 1842.
Han var et fremtrædende medlem og arbejdede for en udvidelse af stænderforsamlingernes magt.
I 1852 søgte han valg til Folketinget for Mønskredsen men blev vraget til fordel for for Frederik Barfod. I 1854 blev han imidlertid valgt for Horsenskredsen og blev i 1856 medlem af Rigsrådet. Samme år opgav han dog sit sæde i Folketinget og trak sig i 1857 også ud af Rigsrådet.
Tutein blev i 1847 hofjægermester og fik i 1881 Danebrogordenens Kommandørkors af 1. grad.
Med Anna Eckard fik han på Marienborg børnene Sophie Louise Alice Tutein (født 1829), Frederik Christian Ferdinand Tutein (født 1830), Emmy Tutein (født 1832), der senere blev gift med Edward Philip Hother Hage og med Ditlev Gothard Monrad, og Christian Ditlev Eckhard Tutein til Frenderupgård (født 1838).